# Miguel Mariano Pascual de Bonanza Roca de Togores
Miguel Mariano Pascual de Bonanza Roca de Togores (Alacant, 1801 - 1874) va ser un advocat, hisendat i polític alacantí, alcalde d'Alacant durant el regnat d'Isabel II d'Espanya. Fill de Miguel Pasqual de Bonanza Vergara i María Ana Roca de Togores Valcárcel, germà del també polític Juan Pascual de Bonanza. El 1825 es va casar amb María Rafaela Soler de Cornellá Saavedra, amb qui va tenir José Pasqual de Bonanza y Soler de Cornellá
Era un dels principals contribuents d'Alacant i el 1834 va obrir el primer balneari a la platja del Postiguet. Després va ingressar a l'Acadèmia d'Artilleria, i el 1836 assolí el grau de capità de la Milícia Nacional. Simpatitzant del Partit Moderat, fou escollit alcalde el 1838-1839 i en 1843-1844, però fou destituït i detingut quan va esclatar la revolta de rebel·lió de Boné. Fou novament alcalde de 1844 a 1847 i de 1845 a 1848 va ser vocal del Consell Provincial i el 1846 va presidir la Companyia Alacantina de Foment, l'objectiu de la qual era «fomentar totes les vies de la riquesa pública de la província d'Alacant». Va ser conseller provincial i vicepresident de la Diputació d'Alacant entre 1850 i 1858. Fou novament alcalde de 1865 a 1866, any en què fou substituït pel seu germà Juan Nepomuceno, i el 1867 fou novament diputat provincial. Va deixar el càrrec quan es va produir la revolució de 1868.